# Мержанов, Александр Григорьевич
 Алекса́ндр Григо́рьевич Мержа́нов (27 ноября 1931, Ростов-на-Дону — 31 июля 2013, Черноголовка Московской области) — российский учёный в области химической физики и физической химии, специалист по физике горения и взрыва, представитель школы академика Н. Н. Семёнова, академик РАН, доктор физико-математических наук.

## Биография
В 1954 г. окончил физико-математический факультет Ростовского государственного университета по специальности «физика сегнетоэлектриков». С 1954 г. начал работать в Институте химической физики АН СССР. Кандидатскую диссертацию защитил в 1959 г. («Исследования теплового взрыва конденсированных систем»), в 1967 г. докторскую («Тепловая теория процессов горения и взрыва в конденсированных системах»). С 1990 г. член-корреспондент, а с 1997 г. академик РАН, профессор. Лауреат Государственной премии РФ в области науки и техники за самораспространяющийся высокотемпературный синтез ферритов, разработку и промышленное освоение новой высокоэффективной технологии (1996).
В 1960 г. создал лабораторию воспламенения и перехода горения в детонацию. В 1987 г. стал директором Института структурной макрокинетики АН СССР (ИСМАН). С 2006 г. по причине достижения предельного возраста — научный руководитель этого института и советник РАН. Многие годы возглавлял Научный совет по горению. Создатель и главный редактор журнала International Journal of Self-Propagating High-Temperature Synthesis.
Скончался 31 июля 2013 года. Похоронен в пантеоне с. Макарово, Ногинский р-н, Черноголовка.
В 2014 году в кабинете А. Г. Мержанова в ИСМАН был открыт мемориальный музей.

## Научная деятельность
А. Г. Мержанов — автор и соавтор более 800 научных работ, 120 патентов и научного открытия: «Явление волновой локализации автотормозящихся твердофазных реакций» (совместно с И. П. Боровинской и В. М. Шкиро), которое стало основой процессов СВС — самораспространяющегося высокотемпературного синтеза большого числа неорганических соединений и новых материалов.
Подготовил 42 доктора и 146 кандидатов наук.
Работы посвящены развитию различных аспектов науки о горении и взрыве, в частности — теории теплового взрыва, в том числе исследованию влияния тепловых факторов (естественная конвекция в газах и жидкостях, соотношение между теплопередачей от образца и его теплопроводностью) на критические условия зажигания, динамике теплового взрыва, физическим аналогам теплового взрыва (таких как гидродинамический тепловой взрыв); явлений вырождения теплового взрыва (результаты имеют важное практические значение в термическом анализе); явлениям возникновения и затухания тепловых волн в различных реакционных средах; горению конденсированных сред, в том числе дисперсных — порошков для получения тугоплавких и сверхтвердых материалов; неустойчивости волн горения, процессам спинового горения.
Основной вклад связан с развитием теории и практики т.наз. самораспространяющегося высокотемпературного синтеза.

## Основные публикации
- Проблемы горения в химической технологии и металлургии // Успехи химии. — 1976. — Т. 45. — № 5. — С. 827—848.
- Самораспространяющийся высокотемпературный синтез.// Физическая химия. Современные проблемы. Ежегодник./ Под ред. акад. Я. М. Колотыркина. М.: Химия, 1983. С. 6-44
- Мержанов А. Г., Хайкин Б. И. Теория волн горения в гомогеных средах. Черноголовка, 1992: ИСМАН, с.161
- Процессы горения и синтез материалов. — Черноголовка: ИСМАН, 1998. — 512 с.
- Твердопламенное горение. — Черноголовка: ИСМАН, 2000. — 224 с., ISBN 5-900829-01-4.
  - Твердопламенное горение. М., 2007 (совм. с А. С. Мукасьяном);
- Концепция развития самораспространяющегося высокотемпературного синтеза как области научно-технического прогресса. — Черноголовка: Территория, 2003. — 368 с., ISBN 5-900829-21-9.